# 제어 가능성
제어이론에서 제어 가능성(controllability)이란 시스템의 입력 변수(input variable)를 조절함으로써 특정한 상태 변수(state variable) 혹은 전체 시스템을 조절할 수 있는지를 나타내는 용어이다. 입력 변수를 조절함으로써 특정한 상태 변수를 조절할 수 있을 때 그 상태 변수는 제어 가능하다(controllable)고 하며, 시스템의 모든 상태 변수가 제어 가능할 때 그 시스템은 제어 가능하다고 한다.

## 제어 가능성 판별
아래 제어 가능성 판별 방법은 선형 시불변 시스템(linear time-invariant system)에 대해서만 적용 가능하다.
선형 시불변 시스템의 상태 변수 방정식은 다음 식과 같다.
{\displaystyle {\dot {\mathbf {x} }}(t)=\mathbf {A} \mathbf {x} (t)+\mathbf {B} u(t)}
{\displaystyle y(t)=\mathbf {C} \mathbf {x} (t)+Du(t)}
이러한 시스템에 대하여 제어 가능성 행렬(controllability matrix) {\displaystyle \mathbf {M} _{C}}는 다음 식과 같이 정의된다.
{\displaystyle \mathbf {M} _{C}\equiv {\begin{bmatrix}\mathbf {B} &\mathbf {A} \mathbf {B} &\mathbf {A} ^{2}\mathbf {B} &\cdots &\mathbf {A} ^{n-1}\mathbf {B} \end{bmatrix}}}
여기에서 {\displaystyle n}은 이 시스템의 차수이다.
이 제어 가능성 행렬의 역행렬이 존재하면 이 시스템은 제어 가능하다.

## 제어 가능 표준형
어떤 시스템이 다음과 같은 미분방정식으로 나타내어진다고 할 때,
{\displaystyle {d^{n}y(t) \over dt^{n}}+a_{n-1}{d^{n-1}y(t) \over dt^{n-1}}+\cdots +a_{1}{dy(t) \over dt}+a_{0}y(t)=b_{n-1}{d^{n-1}u(t) \over dt^{n-1}}+b_{n-2}{d^{n-2}u(t) \over dt^{n-2}}+\cdots +b_{1}{du(t) \over dt}+b_{0}u(t)}
이 시스템이 제어 가능하다면 다음과 같은 형태로 상태 변수 방정식을 쓸 수 있다.
{\displaystyle {\dot {\mathbf {x} }}={\begin{bmatrix}0&1&0&\cdots &0\\0&0&1&\cdots &0\\\vdots &\vdots &\vdots &\ddots &\vdots \\-a_{0}&-a_{1}&-a_{2}&\cdots &-a_{n-1}\end{bmatrix}}{\mathbf {x} }+{\begin{bmatrix}0\\0\\\vdots \\1\end{bmatrix}}u}
{\displaystyle y={\begin{bmatrix}b_{0}&b_{1}&\cdots &b_{n-2}&b_{n-1}\end{bmatrix}}{\mathbf {x} }}
이러한 형태의 상태 변수 방정식을 제어 가능 표준형(controllable canonical form)이라고 한다

## 같이 보기
- 제어이론
- 상태공간표현식
- 관측 가능성